# Gröpern 8 (Quedlinburg)

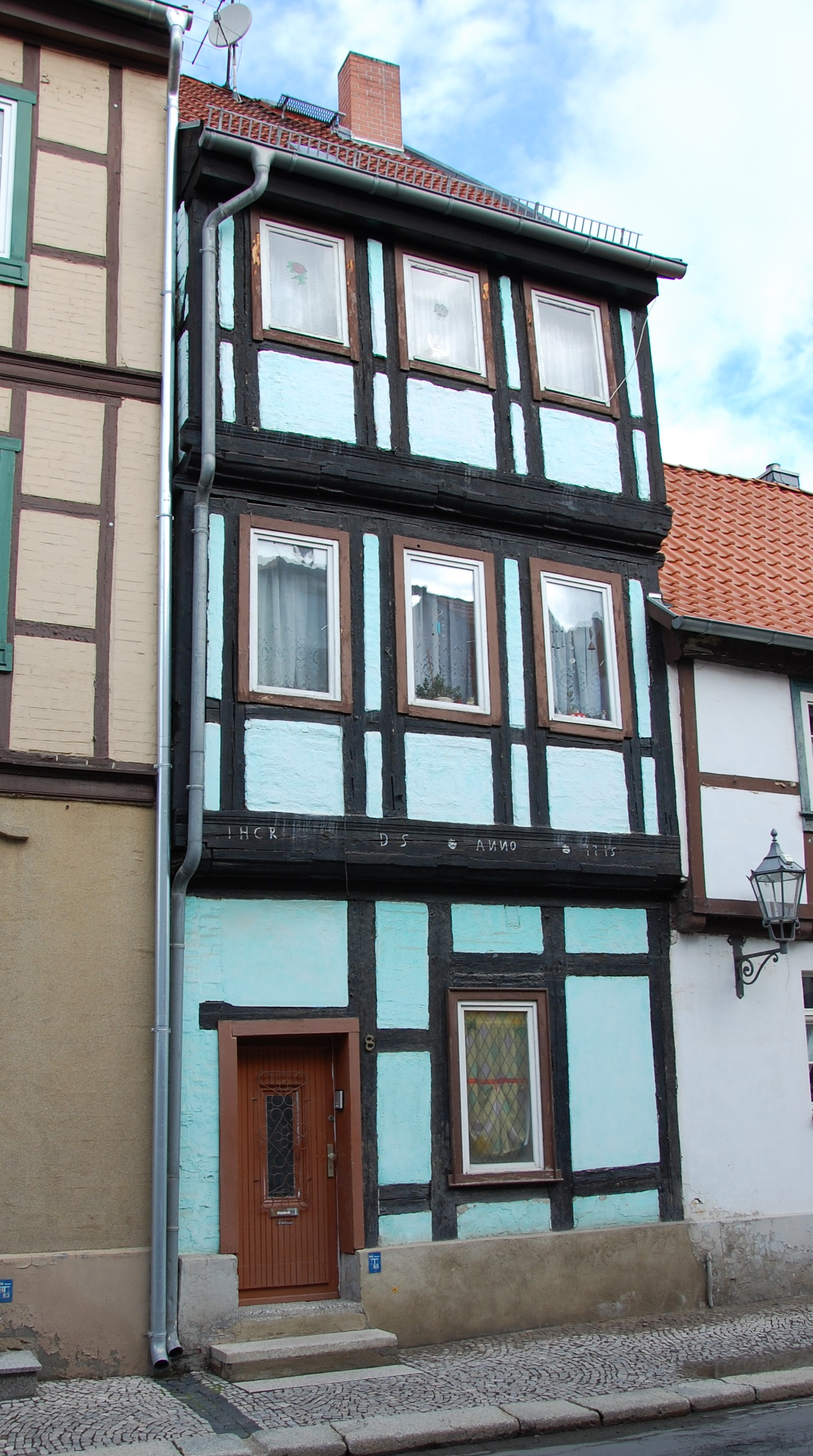
Haus Gröpern 8

Das Haus Gröpern 8 ist ein denkmalgeschütztes Gebäude in Quedlinburg in Sachsen-Anhalt.

## Lage
Das im Quedlinburger Denkmalverzeichnis als Wohnhaus eingetragene Gebäude befindet sich nördlichen der Quedlinburger Altstadt auf der Westseite der Straße Gröpern. Es gehört zum UNESCO-Weltkulturerbe. 

## Architektur und Geschichte
Das dreigeschossige Fachwerkhaus entstand nach einer an der unteren Stockschwelle befindlichen Inschrift im Jahr 1715. Als Verzierung findet sich am Fachwerk des Hauses ein Gurtprofil. Die oberen Geschosse kragen jeweils etwa vor.